# Лихачёв, Юрий Алексеевич
Юрий Алексеевич Лихачёв (26 апреля 1929; Москва, РСФСР, СССР — 1981; Серпухов, РСФСР, СССР) — советский актёр театра и кино.

## Биография
Родился 26 апреля 1929 года в Москве. Мать работала акушеркой, позднее после учёбы зубоврачебной школы, устроилась стоматологом. Отец работал в системе народного просвещения, позднее служил в главном политическом управлении Военно-морского министерства, а также в Министерстве внутренних дел.
В 1938 году пошёл учиться в московскую школу № 542. После того, как началась Великая Отечественная война, мальчик вместе в мамой был эвакуирован в другой город, после чего продолжил учиться в ульяновской школе № 178. В 1947 году получил аттестат зрелости и с первой же попытки поступил на актёрский факультет Театрального училища имени Б. В. Щукина. Обучался на курсе В. К. Львовой,а в 1951 году окончил училище. Служил таким театрам, как «Театр на Бронной» и «Ленком». Снимала в кино. К сожалению Лихачёв пристрастился к алкоголю, выпивать начал ещё с училища. Близкие люди, которые окружали его, пытались помочь, но всё было безрезультатно.
Ушёл из жизни в 1981 году в Серпухове по причине алкогольной зависимости. Тело родные не стали забирать на родину в Москву и похоронили его там, где скончался. Артисту был 51 год.

### Личная жизнь[1]
- Первый брак — Фаина (1929—2020) — однокурсница. От брака появилась дочь Елена (род. 1953).
- Второй брак — Наталья Павловна Медведева — артистка (1915—2007)

## Фильмография
- 1963 — Не отдавай королеву (фильм-спектакль) — участие
- 1964 — Глухая мята (фильм-спектакль) — участие
- 1968 — Это было в разведке — майор Золотарёв
- 1969 — Комендант Лаутербурга — Иван Митрофанович Касаткин
- 1971 — Пути дорожки — Андрей Петрович
- 1971–1973 — Следствие ведут Знатоки (дело № 1, дело № 8) — Капитанов
- 1972 — Моби Дик — Старбек
- 1973 — До новых встреч — комендант аэродрома
- 1973 — По горячим следам — следователь
- 1973 — Человек со стороны — Пётр Зекенович Сапсакаев
- 1974 — Мегрэ и старая дама — администратор отеля
- 1974 — Таня — институтский приятель Германа
- 1976 — Весенний призыв — подполковник–ветеран
- 1977 — Личное счастье — Пашкевич
- 1978 — Рабочая неделя следователя — Максимов